# Thomas Lubanga
Thomas Lubanga, född 29 december 1960 i Djiba, Ituri, är en kongolesisk före detta krigsherre och milisledare. Han grundade och ledde den ökända kongolesiska milisgruppen Unionen för Kongos Patrioter.
Den 10 februari 2006 utfärdade Internationella brottmålsdomstolen (ICC) i Haag en arresteringsorder för Lubanga, som anklagades för att ha rekryterat barnsoldater till den våldsamma Iturikonflikten. Den 17 mars överlämnades Lubanga till domstolen av Kongos regering. Han blev därmed den förste som arresterats efter att ha efterlysts av ICC.
Den 14 mars 2012 kom ICC:s dom där Lubanga befanns skyldig för att ha rekryterat barnsoldater. Domen mot Lubanga var ICC:s första sedan domstolen grundades 2003.